# Pierre Bullet
Pour les articles homonymes, voir Bullet (homonymie).
Pierre Bullet est un architecte français, né en 1639, mort en 1716.

## Biographie
Il construisit la porte Saint-Martin (1674) et l'église Saint-Thomas-d'Aquin.
En 1676 : avec François Blondel, il publie le Plan de Paris levé par les ordres du Roi et par les soins de messieurs les prévôts des marchands et échevins et par les sieurs Bullet, architecte du roi et de la ville, sous la conduite de monsieur Blondel, maréchal de camp aux armées du roi, directeur de l'académie royale d'architecture et maître de mathématiques de monseigneur le Dauphin, plus communément appelé Plan de Bullet et Blondel. Ce plan comporte le projet d'une ceinture de grands boulevards sur la rive droite à la place des remparts déclassés en 1670, (enceinte de Charles V et enceinte des Fossés Jaunes) complétés en rive gauche par les boulevards du Midi qui seront réalisés en 1760 sur un tracé en partie différent.
À son seul compte, il publie en 1675 un Traité de l'usage du pantomètre, instrument géométrique propre à prendre toutes sortes d'angles, mesurer les distances accessibles et inaccessibles, arpenter et diviser toutes sortes de figures, etc.,... nouvellement inventé par le Sr Bullet qui est complété en 1688 par un Traité du nivellement, contenant la théorie et la pratique de cet art, avec la description d'un niveau nouvellement inventé, par le sieur Bullet.
En tant qu'architecte de la Ville de Paris, il publiera ensuite des Observations sur la nature et sur les effets de la mauvaise odeur des lieux d'aisances et cloaques, et sur l'importance dont il est d'éviter cette mauvaise odeur pour la conservation de la santé (sans date, 1695 ?)
Mais sa publication la plus importante est son Architecture pratique, qui comprend la construction générale & particulière des bâtimens, le détail, les toisés & le devis de chaque partie… avec une explication & une conférence des trente-six articles de la coutume de Paris sur le titre des servitudes & rapports qui concernent les bâtimens, & de l'ordonnance de 1673 en 1691 qui connaîtra six rééditions, avec des augmentations de Descoutures à partir de 1755. Les questions les plus courantes y sont abordées, la construction en pans de bois, etc.
Son œuvre a déjà été abordée partiellement. La porte Saint-Martin sera critiquée pour sa lourdeur par Jacques-François Blondel et Quatremère :
« Le seul avantage qu'on lui trouve sur le monument de François Blondel, c'est de se rapprocher davantage des arcs antiques, par la forme & la proportion. Les trois arcs dont elle est percée sont le principal objet de cette ressemblance de caractère. Mais on croiroit par les bossages vermiculés & la décoration rustique que l'architecte y a introduite, qu'il eut dessein de mêler le caractère d'un arc de triomphe avec celui qui convient à une porte de ville. On doute que ce mélange soit heureux & digne d'être imité.»
Pour les édifices dignes d'éloges on trouve un bon résumé dans le cours d'architecture de Jacques-François Blondel :
« Bullet, après ces deux grands Maîtres, mérite aussi un rang distingué, en le considérant du côté du goût de l'Art : son château d'Issy est, peut-être, un exemple de ce que peut le goût dont nous parlons, appuyé des préceptes ; du moins a-t-il su rendre raison des motifs qui l'ont déterminé à donner la préférence à celui-là sur ceux-ci, ayant senti que ne s'agissant que d'une maison de plaisance de peu d'étendue, mais destinée à la résidence d'une grande Princesse, il devoit plutôt que surprendre & étonner. On en peut dire autant de son palais archiépiscopal de Bourges…» (Cours d'architecture IV, p. xlvii.)
À quoi on ajoutera l'élargissement du quai Le Pelletier qui fit l'admiration de ses contemporains et une série d'hôtels particuliers. Il entre à l'Académie royale d'architecture en 1685.

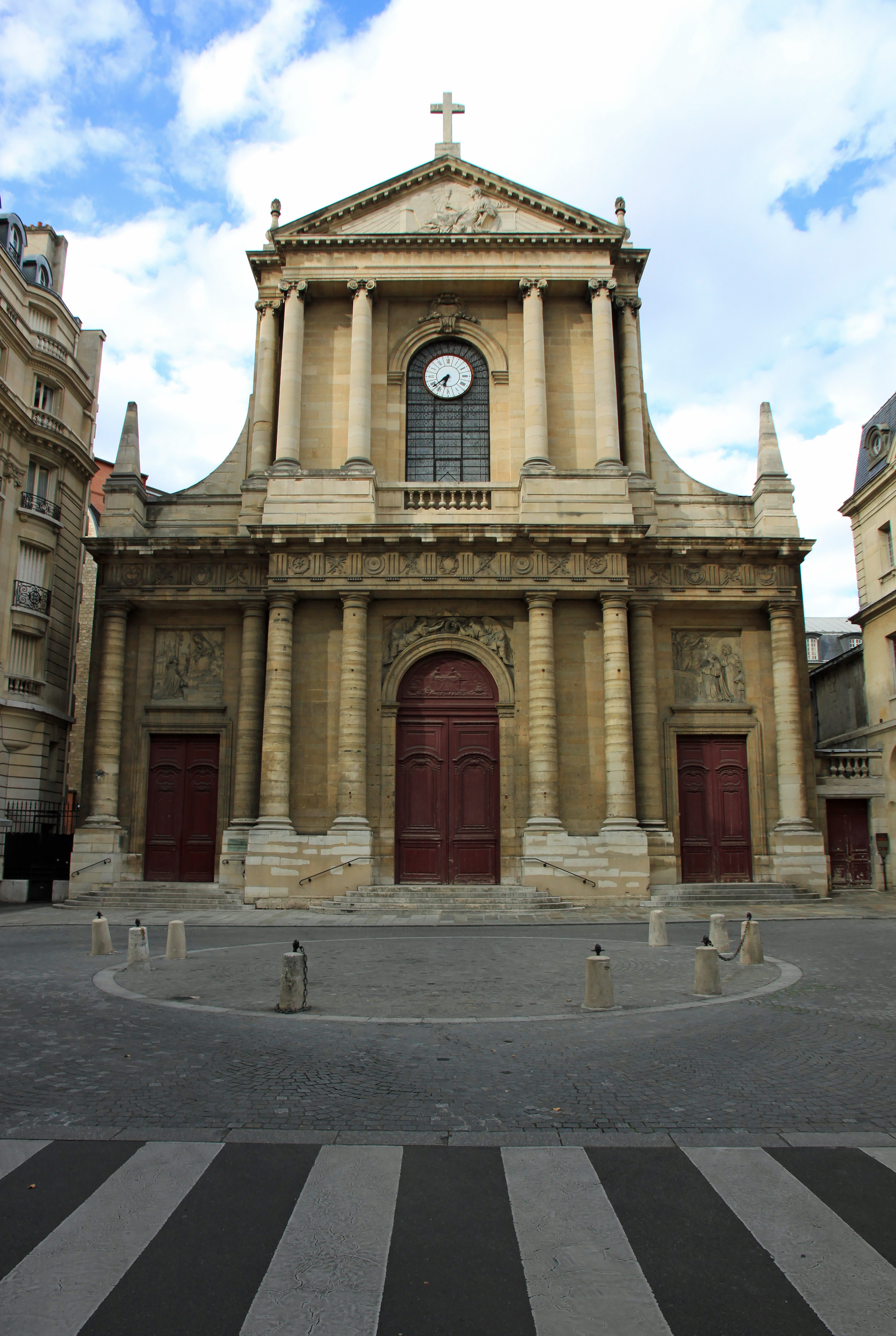
Église Saint-Thomas d'Aquin de Paris.
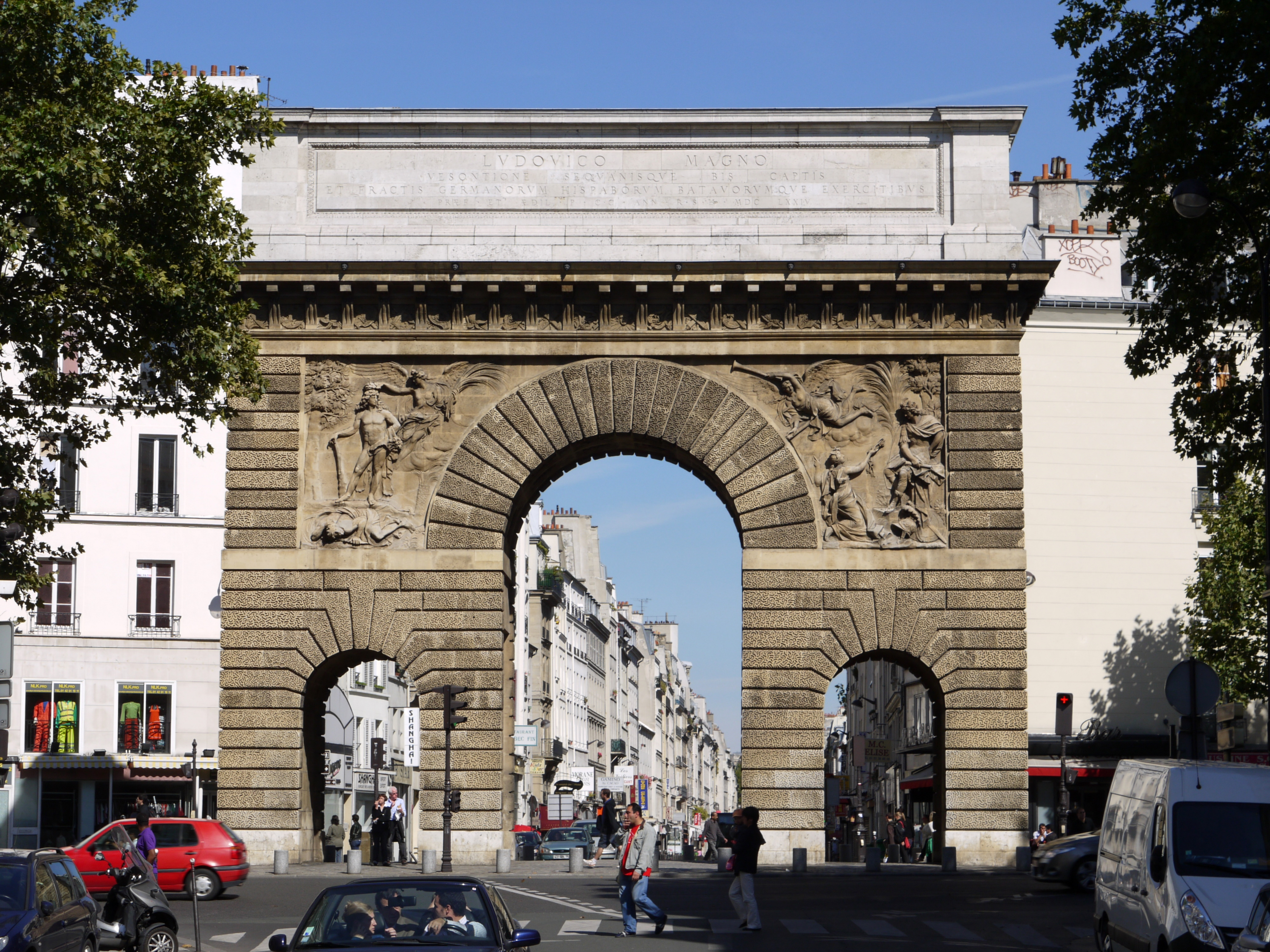
Porte Saint-Martin.
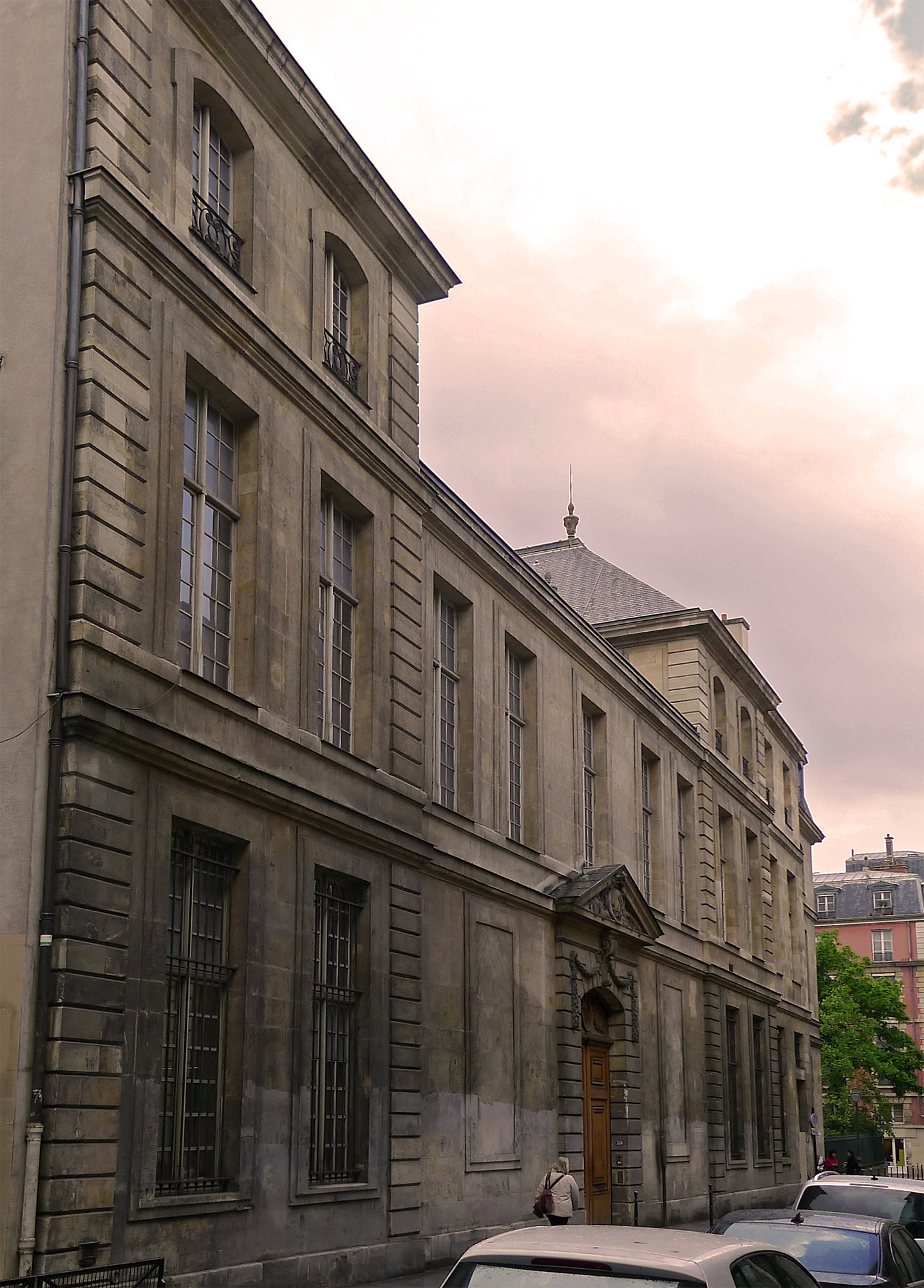
Hôtel Le Peletier de Saint-Fargeau rue de Sévigné.

Son fils, Jean-Baptiste Bullet de Chamblain (1665-1726), fut également architecte.
Sa sœur Marie-Anne Bullet est la mère de Marivaux.

## Publications
- Pierre Bullet : L'Architecture pratique qui comprend le detail du toisé, et du devis des ouvrages de massonnerie, charpenterie, menuiserie, serrurerie, plomberie, vitrerie, ardoise, tuile, pavé de grais et impression. Avec une explication de la coutume sur le titre des servitudes et rapports qui regardent les bâtimens. Ouvrage très-nécessaire aux architectes, aux experts, et à tous ceux qui veulent bâtir. Paris : J. B. Delespine : Jean-Th. Herissant, 1741. (Lire en ligne)
- Pierre Bullet, Architecture pratique, édition nouvelle revue et augmentée, Paris, 1768 ( lire en ligne )

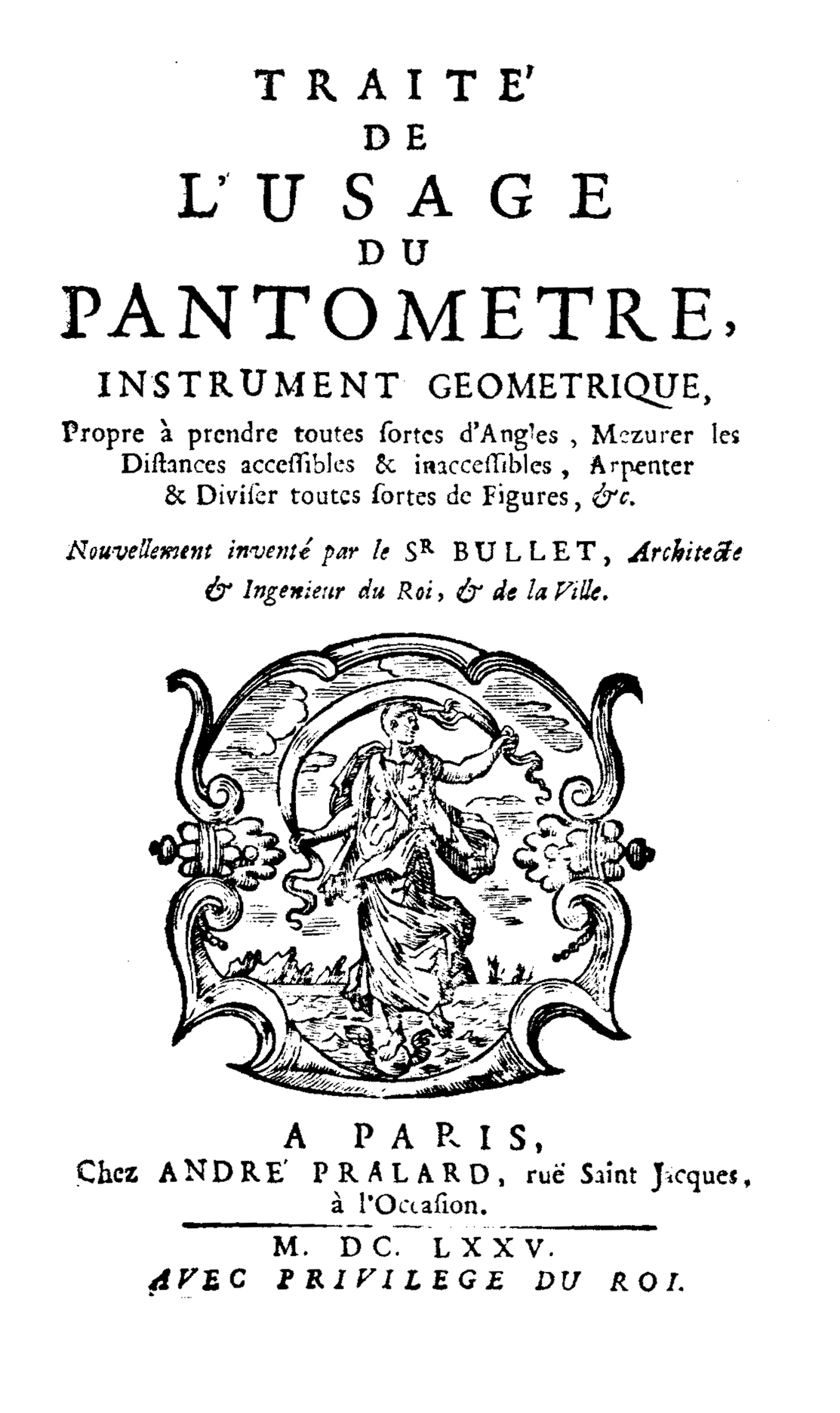
Traité de l'usage du pantometre, 1675.
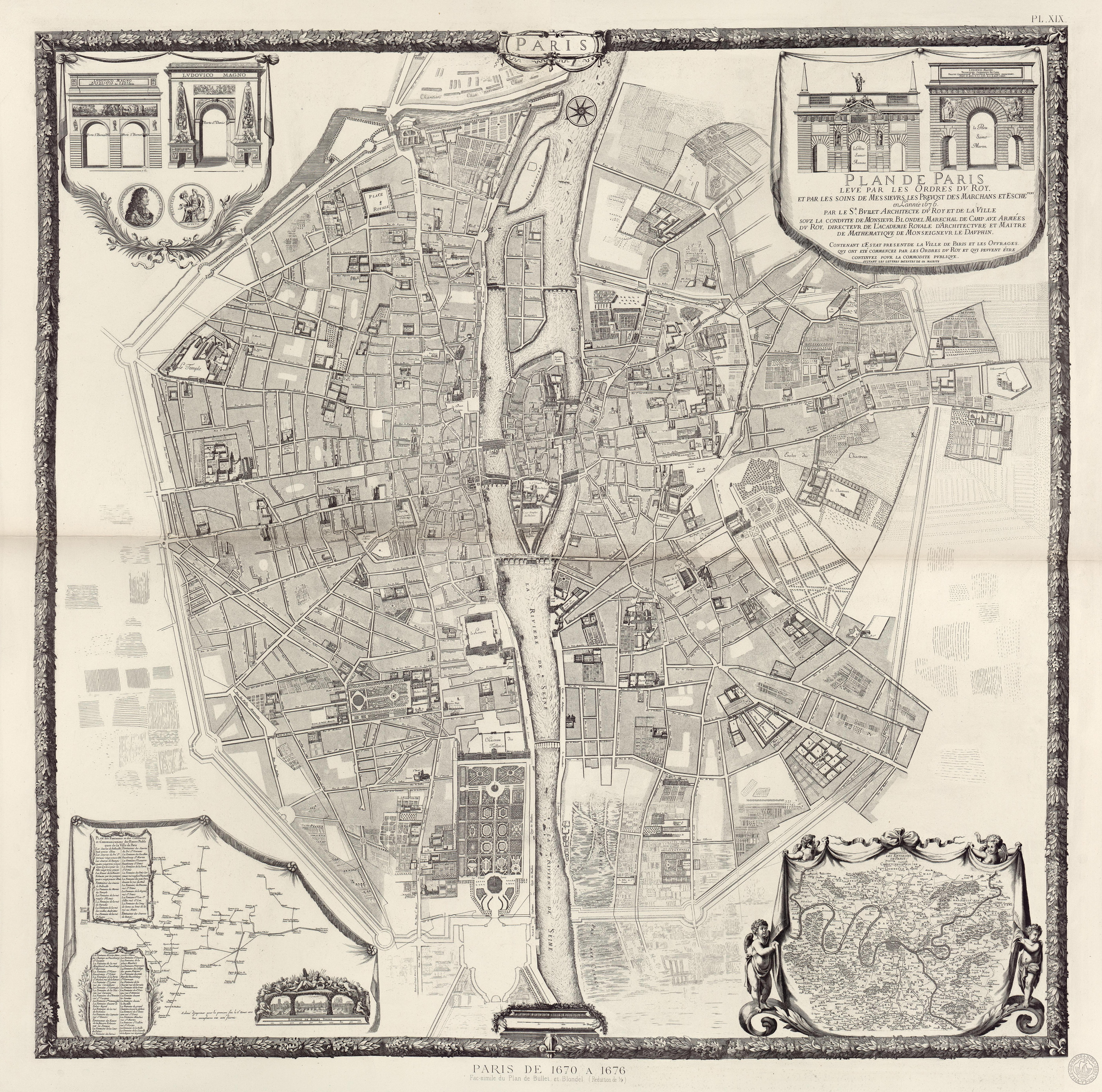
Plan de Paris de Bullet et Blondel (1676)[1].
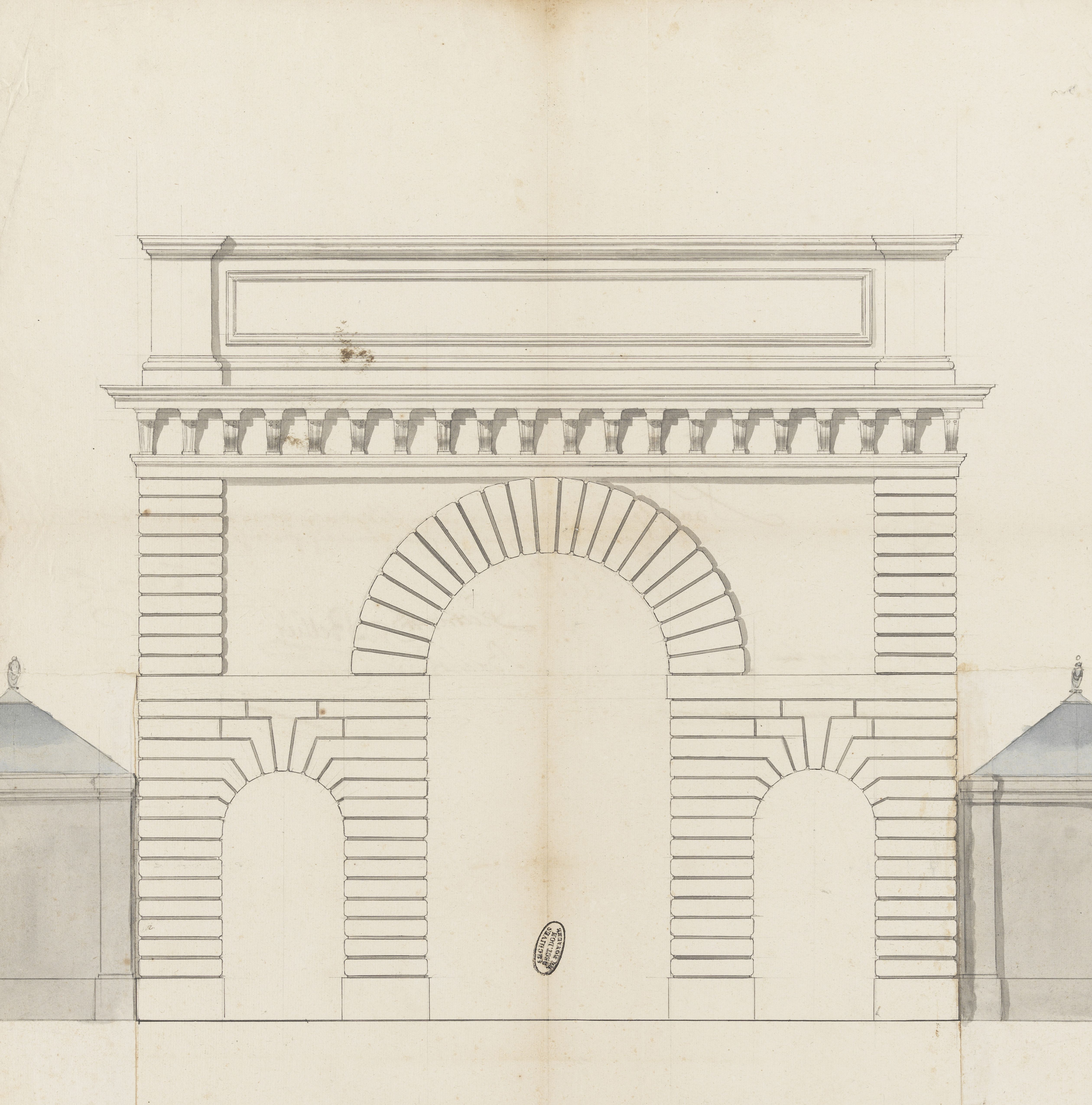
Élévation de la porte Saint-Martin.

## Œuvres
- porte Saint-Martin (1674) ;
- cloître du prieuré Saint-Martin-des-Champs
- église Saint-Thomas-d'Aquin ;
- fontaine de l'ancienne place Saint-Michel ;
- plans du palais archiépiscopal de Bourges, en partie réalisés ;
- hôtel Le Peletier de Saint-Fargeau ;
- hôtel de Tallard ;
- château d'Issy, détruit à la fin du XIXe siècle.
- Porte Royale de La Rochelle[3]